# (20999) 1987 BF
1987 بي أف (ويعرف أيضًا باسم (20999) 1987 بي أف وفق تسمية الكوكب الصغير) (بالإنجليزية: 1987 BF)‏ هو كويكب ضمن حزام الكويكبات؛ وترتيبه 20999 من حيث الاكتشاف.
اكتُشف هذا الجُرم الفلكي بواسطة تاكيشي أوراتا ‏ في 28 يناير 1987.

## وصلات خارجية
- (20999) 1987 BF في قاعدة بيانات مختبر الدفع النفاث لأجرام النظام الشمسي الصغيرة

- الاكتشاف · مخطط المدار ·  العناصر المدارية · المعلمات المادية

- (20999) 1987 BF على موقع ويكي سكاي: DSS2, SDSS, GALEX, IRAS, Hydrogen α, X-Ray, Astrophoto, Sky Map, Articles and images